# Bauliste der Bieritz-Werft
Die nachfolgende (unvollständige) Liste umfasst die bis 1943 in Meldorf und danach in Friedrichskoog entstandenen Neubauten (oberer Abschnitt) und Umbauten (untere Abschnitz) der Bieritz-Werft. Den letzten Neubau lieferte das Unternehmen 1995 mit der Baunummer 128 ab. Da das Werftverzeichnis verloren gegangen ist, kann nicht mit Sicherheit belegt werden, ob die Zählung der Neubauten tatsächlich mit der Baunummer 1 begann. Erst ab Mitte der 1960er Jahre wurden vereinzelt Baunummern in den Messbriefen der Neubauten dokumentiert. Ab etwa 1967 erhielten zudem einige neu- und umgebaute Boote ein Werftschild mit eingravierter Baunummer.

## Neubauten der Bieritz-Werft
| Name                  | Fischerei- kennzeichen bzw. Typ | Bau- jahr | Bau- nummer | Unterscheidungs- signal                           | Anmerkungen, Umbenennungen und Verbleib |
| Kehrwieder            | FRI 14                          | 1921      | -           | LWTM (bis 1934) DDCR (nach 1934) - (nach 1949)    | 1952 aus dem Fischereiregister gelöscht, Verbleib unklar |
| Elise                 | BÜS 98                          | 1929      | -           | ? (bis 1934) DDNT (nach 1934) DJFL (nach 1949)    | 1956 nach Ording verkauft, später abgewrackt |
| Nordstern             | OTT 1                           | 1933      | -           | DDZC (vor 1949) DFIS (nach 1949)                  | 1957 aus dem Fischereiregister gelöscht, Verbleib unklar |
| Wilhelmine            | FRI 15                          | 1936      | -           | DDHC (vor 1949) DIXS (nach 1949)                  | zum Jahresbeginn 1965 aus dem Fischereiregister gelöscht, abgewrackt |
| Grete                 | NEU 138                         | 1937      | -           | DDHG (vor 1949) DISX (nach 1949)                  | 1965 registriert als FRI 28 Grete → 1977 registriert als SPI 7 Grete, 1979 aus dem Register gelöscht und als Freizeitkutter verkauft, in den 1980er Jahren zum einmastigen Gaffelkutter umgebaut, in den 1990er Jahren restauriert, 2002 Beginn einer geplanten dreijährigen Weltumseglung, die in Panama unterbrochen wurde, 2014 an einen australischen Eigner verkauft und per Frachtschiff von Panama nach Brisbane transportiert, ca. 2016 an einen Bootsbauer auf Tasmanien verkauft und dort später abgewrackt                                                   |
| Karin                 | NEU 139                         | 1938      | -           | DCXA (vor 1949) DITU (nach 1949) DIRT (nach 1970) | 1965 registriert als FRI 12 Karin, 1975 aus dem Register gelöscht, Verbleib unklar |
| Erna                  | AHK 61                          | 1940      | -           | DCXS (vor 1949) DISF (nach 1949)                  | 194x registriert als FRI 61 Erna, im Dezember 1973 als Freizeitkutter nach Lübeck verkauft, später abgewrackt |
| Ludwig                | BÜS 54                          | 1941      | -           | ? (vor 1949) DJID (nach 1949) DJGH (nach 1965)    | 1972 registriert als FRI 54 Ludwig, Ende der 1970er Jahre aus dem Register gelöscht und als Freizeitkutter Ludwig verkauft, von 1991 bis 2003 in Friedrichstadt im Rahmen eines Resozialisierungsprogramms restauriert, 24.10.2003 umbenannt Reso Lud, ab 2012 Liegeplatz im Museumshafen Büsum, 2013 umbenannt Ludwig, 2021 in Büsum abgewrackt |
| Inge                  | BÜS 76                          | 1942      | -           | ? (vor 1949) DJHJ (nach 1949)                     | Stapellauf am 30. August 1942 in Meldorf, fertiggestellt in Büsum, bis mindestens 1975 registriert als BÜS 76 Inge, später aus dem Register gelöscht und als Freizeitkutter verkauft, Verbleib unklar |
| Helgo                 | FRI 4                           | 1948      | -           | DJTA (vor 1949) DITE (nach 1949)                  | 1979 aus dem Register gelöscht und als Freizeitkutter nach Brunsbüttel verkauft, umbenannt Hamborg, Verbleib unklar |
| California            | BÜS 40                          | 1949      | -           | DJEQ                                              | 1960 registriert als TÖN 42 California, zwischen 1972 und 1975 aus dem Register gelöscht und nach Dänemark verkauft, später auf Rømø auf einem Spielplatz aufgestellt, 1996 abgewrackt |
| Grete                 | FRI 62                          | 1949      | -           | DIWQ                                              | 1956 aus dem Register gelöscht und abgewrackt |
| Emma                  | FRI 37                          | 1950      | -           | DISD                                              | 1956 aus dem Register gelöscht, Verbleib unklar |
| Hanna                 | FRI 40                          | 1950      | -           | DIXB                                              | 1956 aus dem Register gelöscht, Verbleib unklar |
| Heimkehr              | FRI 67                          | 1950      | -           | DFKJ                                              | 1970 registriert als CUX 6 Heimkehr, 2001 aus dem Register gelöscht und in die Niederlande verkauft, dort auf der Überführungsfahrt gesunken und anschließend gehoben → 02.01.2003 registriert als niederländischer Freizeitkutter Neeltje Jacoba, ab 2005 am Campingplatz in Lauwersoog aufgelegt, geplant war eine Nutzung auf dem dortigen Spielplatz, 2011 abgewrackt |
| Charlotte             | FRI 58                          | 1951      | -           | -                                                 | bis 1955 als Fischereifahrzeug in Friedrichskoog eingesetzt, anschließend verkauft, Verbleib unklar |
| Alma                  | FRI 54                          | 1952      | -           | DIYB                                              | 1971 aus dem Fischereiregister gelöscht, Verbleib unklar |
| Rüm Hart              | PEL 15                          | 1956      | -           | DLZY                                              | 1975 registriert als HUS 1 Rüm Hart, 1983 aus dem Register gelöscht und anschließend zur Kutteryacht umgebaut, seit 2010 als Ausflugskutter Lütt Matten in Altwarp betrieben, 2024 in Fahrt |
| Sirius                | FRI 86                          | 1957      | -           | DB5381                                            | 12.03.1999 registriert als NEU 236 Sirius, am 04.11.2004 aus dem Fischereiregister gelöscht, ab 2005 in Leer genutzt als Imbisskutter, dort am 30.10.2013 gesunken, am 22.11.2013 gehoben und anschließend in Papenburg abgewrackt |
| Schiptimmerie         | Motorkutter                     | 1957      | -           | DJHK                                              | anfangs nicht als Fischereifahrzeug genutzt → 12.06.1963 registriert als ORD 3 Juliane Unbehaun → 18.04.1967 registriert als ST 15 Neptun I, am 30.11.1989 als Freizeitkutter Neptun I verkauft und aus dem Register gelöscht, am 21.01.2006 umbenannt Neptun, seit etwa 2018 auf der Landberg-Werft in Büsum eingelagert und zum Verkauf angeboten |
| Nordlicht             | FRI 2                           | 1958      | -           | -                                                 | 1960 registriert als FRI 2 Nordwind → 1969 registriert als FRI 2 Nordlicht → 1975 registriert als NEU 319 Nordlicht → 1992 registriert als CUX 9 Nordlicht, 1995 aus dem Register gelöscht, Verbleib unklar |
| Bussard               | NC 433                          | 1959      | -           | DFNM                                              | 1968 registriert als SD 10 Bussard → 02.01.1990 registriert als LN 139 Bussard in King’s Lynn (UK), am 11.06.2006 aus dem Register gelöscht, zuvor im Heimathafen gesunken, Verbleib unklar |
| Friesland             | HUS 18                          | 1959      | -           | DJFL                                              | 1979 registriert als SD 27 Friesland I, 1985 aus dem Fischereiregister gelöscht und verkauft, 2010 im umgebauten Zustand für Gästefahrten auf Ebay zum Verkauf angeboten, Verbleib unklar |
| Dithmarschen          | FRI 45                          | 1959      | -           | DIZM                                              | 1967 registriert als DOR 13 Dithmarschen → 14.09.1999 registriert als CUX 4 Dithmarschen, 12.12.2003 aus dem Fischereiregister gelöscht und danach als Freizeitkutter genutzt, später angeblich als Ausstellungsstück an den Hansa-Park verkauft, dort aber nicht aufgestellt |
| Orion                 | FRI 10                          | 1960      | -           | -                                                 | 1977 registriert als SCHL 1 Orion, 1995 aus dem Fischereiregister gelöscht, Verbleib unklar |
| Hornsriff             | SD 1                            | 1960      | -           | DIZQ                                              | 21.06.2004 registriert als GRE 34 Hornsriff, am 18.07.2013 aus dem Fischereiregister gelöscht und nach Groningen verkauft, ab ca. 2018 in Martenshoek/Hoogezand aufgelegt, dort 2019 mehrfach gesunken und anschließend abgewrackt |
| Seeburg               | ST 1                            | 1960      | -           | DJEZ                                              | 19.05.2017 registriert als SD 16 Davy Jones, 2024 in Fahrt |
| Astarte               | Segelyacht                      | 1961      | -           | -                                                 | bis 2019 Liegeplatz im Museumshafen Heiligenhafen, anschließend Liegeplatz in Großenbrode, Aufarbeitung geplant |
| Stör                  | DOR 5                           | 1961      | -           | DFAT                                              | 25.06.1998 registriert als LIST 2 Stör → 06.07.1999 registriert als PEL 4 Stör, am 03.06.2008 aus dem Register gelöscht und danach bei der Landberg-Werft in Büsum aufgelegt, am 04.10.2013 per Tieflader zum Restaurant Tierra Del Mar in Oesterdeichstrich transportiert und dort aufgestellt, 2025 aufgrund des schlechten Zustands abgebrochen |
| Nordlicht             | HF 539                          | 1961      | -           | DHRX                                              | 1973 verkauft und anschließend auf der Überführungsfahrt nach Gran Canaria aus unbekannten Gründen zwischen Elbe- und Wesermündung gesunken, auf Texel gefundene Wrackteile konnten dem Kutter zugeordnet werden |
| Holsatia              | FRI 3                           | 1962      | -           | DIST                                              | am 16.11.1999 aus dem Register gelöscht, später in die Niederlande verkauft und dort als UK 199 Jonge Hendrik eingetragen, im März 2014 abgewrackt |
| Freya                 | Segelyacht                      | 1962      | -           | -                                                 | Verbleib unklar |
| Ruth                  | Segelyacht                      | 1963      | -           | DGJI                                              | mindestens bis Ende der 1980er Jahre in Fahrt, Verbleib unklar |
| Corona                | Segelyacht                      | 1963      | -           | DIKC                                              | umbenannt Asma → umbenannt Nemo, Verbleib unklar |
| Julia                 | Gaffelsegler                    | 1963      | -           | -                                                 | Verbleib unklar |
| Jupiter               | DOR 1                           | 1963      | -           | DD6372                                            | im September 1981 registriert als SD 29 Jupiter → im Februar 1989 registriert als ST 22 Jupiter → 02.09.1992 registriert als SU 2 Jupiter, am 16.11.1999 aus dem Register gelöscht und in die Niederlande verkauft, dort wahrscheinlich als Freizeitkutter genutzt, Verbleib unklar |
| Sonny-Boy             | SPI 1                           | 1963      | -           | DFBI                                              | 2005 aus dem Fischereiregister gelöscht, Verbleib unklar |
| Falke                 | FRI 20                          | 1964      | -           | DIQT                                              | 2022 registriert als SC 22 Falke, 2024 in Fahrt |
| Heimatland            | FRI 36                          | 1964      | -           | DIUP                                              | 02.07.1999 registriert als DOR 6 Heimatland, 2025 in Fahrt |
| Hans Peter            | ST 9                            | 1964      | -           | DJFA                                              | Anfang der 1980er Jahre aus dem Register gelöscht, Verbleib unklar |
| Kehrwieder            | HUS 1                           | 1964      | -           | DJFC                                              | 1972 verkauft nach England, Verbleib unklar |
| Adler                 | FRI 18                          | 1965      | -           | DIQL                                              | 16.12.1999 registriert als FRI 19 Lena → 24.04.2001 registriert als CUX 6 Lena → xx.05.2016 registriert als SD 5 Olympia, 2025 nach Husum verkauft |
| Germania              | SD 3                            | 1965      | -           | DIQR                                              | 1974 aus dem Register gelöscht, Verbleib unklar |
| Lilli                 | FRI 35                          | 1965      | -           | DIRQ                                              | 06.02.1997 registriert als OTT 1 Mareike → 20.04.1998 registriert als BOR 1 Friesland → 19.04.1999 registriert als BÜS 1 Friesland → 07.09.2009 registriert als ST 7 Eider, Verbleib unklar |
| Annemarie             | PEL 2                           | 1965      | -           | DJFK                                              | 20.10.2006 registriert als PEL 21 Annemarie, 2024 in Fahrt |
| Edelweiss             | HUS 9                           | 1965      | 69          | DJGC                                              | 13.02.1998 registriert als SD 14 Edelweiss, 2025 in Fahrt |
| Adler II              | Fahrgastschiff                  | 1966      | -           | DJGT                                              | zugelassen für 50 Passagiere, 1970 umbenannt Pallucca → 198x umbenannt Rungholt I → 198x umbenannt Rungholt, 2025 in Fahrt |
| Capella I             | SU 3                            | 1966      | -           | DJGV                                              | 1976 registriert als HUS 33 Freya → 198x registriert als ST 6 Nis Randers, am 25.03.1992 aus dem Register gelöscht und danach umgebaut zum Freizeitkutter Nis Randers mit Heimathafen Köln, Verbleib unklar |
| Fortuna               | ST 13                           | 1966      | -           | DJEN                                              | 13.12.1991 registriert als CUX 13 Fortuna → 06.04.1994 registriert als CUX 3 Fortuna, seit 2022 aufgelegt in Freiburg/Elbe |
| Olympia               | SD 5                            | 1967      | -           | DIQZ                                              | 1972 registriert als SU 6 Ostpreussen → 1978 in Esbjerg registriert als E. 614 Elna Rønn (dänisches Unterscheidungssignal OWAS) → 24.05.1984 registriert als E. 614 Leif Brink, am 31.01.1995 vor Helgoland gesunken, das Wrack wurde am 11.02.1995 gefunden, die drei Besatzungsmitglieder kamen ums Leben |
| Aldebaran             | SU 4                            | 1967      | -           | DJGW                                              | 1972 registriert als SCHLU 2 Aldebaran → 20.12.1992 registriert als MAA 15 Aldebaran → 01.05.1994 registriert als CUX 10 Aldebaran → 14.07.2001 registriert als ST 10 Jule, am 17.06.2006 in Tönning gesunken, danach gehoben und in Büsum zum Verkauf angeboten, am 13.10.2006 aus dem Fischereiregister gelöscht, Verbleib unklar |
| Polarstern            | FRI 7                           | 1967      | -           | DIRH                                              | 23.05.1995 registriert als SPI 4 Polarstern, 2025 in Fahrt |
| Compasrose            | Segelyacht                      | 1967      | -           | DLRR                                              | 2025 in Fahrt, Liegeplatz in Wedel |
| Hol Di Ran            | Segelyacht                      | 1967      | -           | -                                                 | später nach England verkauft, umbenannt Myrtle, Heimathafen St Mawes, 2023 in Brighton aufgelegt und zum Verkauf angeboten |
| Poseidon              | ST 20                           | 1968      | -           | DJHQ                                              | am 26.09.2014 aus dem Register gelöscht und im Oktober 2014 in Büsum abgewrackt |
| Nordlicht I           | SU 7                            | 1968      | -           | DJHN                                              | 1979 registriert als GOT 8 Nordlicht I → 2005 registriert als NIE 7 Nordlicht I, am 28.12.2011 aus dem Register gelöscht und danach als schwimmender Imbiss in Neustadt betrieben, Verbleib unklar |
| Godenwind             | SC 1                            | 1968      | -           | DJHV                                              | so mindestens bis 1991 in Fahrt, Verbleib unklar |
| Marschenland          | FRI 23                          | 1968      | 80          | DIRK                                              | 27.09.1991 registriert als FRI 23 Godewind → 10.05.2005 registriert als ST 5 Godewind, am 01.11.2012 aus dem Register gelöscht und in die Niederlande verkauft, ab 2013 als Freizeitkutter King of the North mit Heimathafen Middelharnis genutzt, Verbleib unklar |
| Bayern                | SC 14                           | 1969      | 81          | DLZY                                              | 1974 registriert als PEL 2 Maret → 1986 registriert als SC 14 Maret, 2025 in Fahrt |
| Boreas                | ST 2                            | 1969      | -           | DLXZ                                              | 1976 in Esbjerg registriert als E. 141 John Egholm (dänisches Unterscheidungssignal OUYB) → 1979 registriert als E. 35 Lilly Marie → 12.05.1980 registriert als E. 35 Karen Cathrine → 15.05.1985 registriert als E. 35 Karen Lund → 03.01.2002 registriert als E. 35 Wicki → 19.11.2004 registriert als E. 427 Karin Smedegård → 01.03.2005 eingetragen als Freizeitkutter Allan Falck mit Heimathafen Esbjerg, am 05.05.2006 nach Polen verkauft und als Angelkutter Pawel mit Heimathafen Darlowo registriert, so bis mindestens Ende 2009 in Fahrt, Verbleib unklar |
| Hindenburg            | SD 11                           | 1970      | -           | DISC                                              | am 21.12.2005 aus dem Fischereiregister gelöscht und danach als Ausflugskutter Bussard I auf der Insel La Palma eingesetzt, 2025 in Fahrt |
| Hanseat               | SD 15                           | 1970      | -           | DISJ                                              | am 23.04.1981 nach Dänemark verkauft und dort am 12.05.1981 in Havneby registriert als HV. 66 Svend Iver (dänisches Unterscheidungssignal OXDU) → 03.12.1983 registriert in Esbjerg als E. 45 Jette Susanne → 17.04.2001 registriert in Esbjerg als E. 45 Sdr. Nissum → 29.08.2003 registriert in Tasiilaq (Grönland) als GR. 18-101 Tofiki → 19.11.2004 registriert in Paamiut (Grönland) als GR. 5-10 Tofiki, am 13.09.2021 aus dem dänischen Register gelöscht, Verbleib unklar                                                                                      |
| Glauke                | Kutteryacht                     | 1971      | 83          | -                                                 | Liegeplatz im Museumshafen Rostock, 2025 als Ausflugskutter in Fahrt |
| Norderoog             | PEL 9                           | 1971      | -           | DLZC                                              | am 09.08.2008 aus dem Register gelöscht, nach Kiel verkauft, anschließend als Imbisskutter in Warnemünde betrieben |
| Albatros              | SD 19                           | 1971      | 88          | DISO                                              | 01.02.1996 registriert als NEU 236 Albatros → 19.01.1999 registriert als SD 19 Albatros → 30.12.2003 registriert als SC 3 Jan Maat → 20.03.2015 registriert als SU 5 Asgard → 01.08.2019 registriert als SW 8 Freyja, am 17.09.2021 nördlich von Hooge durch Feuer im Maschinenraum gesunken |
| Telse                 | Motorboot                       | 1973      | -           | -                                                 | motorisiertes Arbeitsboot, Verbleib unklar |
| Glückauf              | ST 28                           | 1973      | 93          | DLZP                                              | 14.01.2008 registriert als SD 28 Stella Polaris, 2025 in Fahrt |
| Nordwind              | Segelyacht                      | 1973      | -           | DA8814                                            | abgeliefert mit Heimathafen Bremen, 2012 nach Eignerwechsel restauriert und weiterhin mit Heimathafen Bremen registriert, Verbleib unklar |
| (Fabian ?)            | Motorsegler                     | 1974      | -           | -                                                 | Fabian, Heimathafen Bergen (Niederlande), seit 2022 in Lelystad zum Verkauf angeboten |
| Elfriede              | SW 1                            | 1974      | -           | DLZV                                              | 02.12.1999 registriert als SU 4 Wironi, am 18.12.2012 aus dem Register gelöscht und danach in Havneby (Dänemark) aufgelegt, später beim Unternehmen Smedegaarden in Esbjerg abgewrackt |
| Joachim               | KIE 2                           | 1975      | -           | DLFC                                              | 1984 registriert als SO 1 Joachim → 01.06.1992 registriert als SB 8 Janine, im Oktober 2017 aus dem Register gelöscht und als Freizeitkutter nach Travemünde verkauft, umbenannt Caroline, Liegeplatzwechsel 2024 von Lübeck nach Heiligenhafen, Ende 2024 zum Verkauf angeboten |
| Thetis von Laboe      | Schaluppe                       | 1975      | 100         | -                                                 | Nachbau einer Pommerschen Schlup, Liegeplatz auf Rügen, 2024 zum Verkauf angeboten |
| Jara                  | Motorsegler                     | 1975      | -           | -                                                 | Verbleib unklar |
| Venus                 | SD 24                           | 1976      | 103         | DITW                                              | 2025 in Fahrt |
| Hildegard             | HUS 25                          | 1976      | 104         | DJCH                                              | 19.03.1991 registriert als SD 10 Christine, 2025 in Fahrt |
| Nixe II               | SPI 5                           | 1977      | 105         | DF7983                                            | 06.03.2006 registriert als DOR 5 Nixe II, 2025 in Fahrt |
| Theodor Storm         | SU 3                            | 1977      | 106         | DJDM                                              | 2024 in Fahrt |
| Schwalbe              | ECKE 15                         | 1978      | 107         | DJPE                                              | 2025 in Fahrt |
| Alvekongen            | Colin Archer                    | 1979      | -           | -                                                 | 2025 in Fahrt, Liegeplatz in Laboe |
| Sabine                | ST 22                           | 1979      | 110         | DJIO                                              | 13.11.1988 registriert als SW 2 Claudia → 01.03.2011 registriert als WRE 6 Claudia, 2025 als Fisch- und Ausflugskutter in Fahrt |
| Anna                  | Colin Archer                    | 1980      | -           | -                                                 | vom Auszubildenden Reiner Schlimme in Eigenleistung gebaut, 2025 in Fahrt, Liegeplatz im Museumshafen Kiel |
| Maya                  | Colin Archer                    | 1980      | -           | -                                                 | vom Auszubildenden Thomas Paetzel in Eigenleistung gebaut, 2024 in Fahrt, Liegeplatz in Wendtorf |
| Björn af Brekkukot    | Colin Archer                    | 1980      | -           | -                                                 | 1990 umbenannt Henriette, 2025 in Fahrt, Liegeplatz im Museumshafen Kiel |
| Marion                | HUS 19                          | 1980      | 113         | DJGF                                              | 2024 in Fahrt |
| Akka                  | Segelyacht                      | 1980      | -           | -                                                 | abgeliefert mit Heimathafen Kiel, Verbleib unklar |
| Wappen von Bremen III | Segelyacht                      | 1982      | 115         | -                                                 | 2016 von der SKWB verkauft, umbenannt Freya, 2024 in Fahrt |
| Pillau                | BUR 3                           | 1983      | -           | DNRX                                              | 21.02.1995 registriert als SAS 103 Pillau, im März 2012 aus dem Fischereiregister gelöscht, Liegeplatz in Sassnitz, 2024 in Fahrt |
| Lea von Altona        | Segelkutter                     | 1984      | -           | -                                                 | Nachbau eines Junge-Kutters von 1899, mindestens bis 2019 in Fahrt, Verbleib unklar |
| Helga I               | KAS 1                           | 1984      | 119         | DWIR                                              | 30.6.1990 registriert als MAA 2 Pilgrim → 19.5.1993 registriert als SK 30 Kulle Christoph, bis 2018 in Fahrt, anschließend in Möltenort aufgelegt, 2024 in schlechtem Zustand über die Gemeindewerke Heikendorf zum Verkauf angeboten, am 2. Januar 2025 in Möltenort gesunken, anschließend, am 20. Januar 2025 gehoben und anschließend beim KSH Kieler Schrotthandel abgebrochen. |
| Flipper               | BÜS 3                           | 1985      | -           | -                                                 | 2012 aus dem Register gelöscht und anschließend als Freizeitkutter Henriette genutzt, Liegeplatz bis 2014 im Museumshafen Büsum, Verbleib unklar |
| Achat                 | SC 36                           | 1986      | 123         | DIVU                                              | 2025 nach Belgien verkauft, Verbleib unklar |
| Pinizelić             | Motoryacht                      | 1988      | -           | -                                                 | Liegeplatz in Kroatien, 2024 in Pula zum Verkauf angeboten |
| Skua                  | Colin Archer                    | 1990      | -           | -                                                 | vom Auszubildenden Gerhard Heß in Eigenleistung gebaut, 2024 in Fahrt |
| Karen Zwo             | Kutteryacht                     | 1995      | 128         | -                                                 | Liegeplatz in Travemünde, 2024 zum Verkauf angeboten |

## Umbauten der Bieritz-Werft
| Name              | Typ         | Abschluss des Umbaus | Bau- nummer | Anmerkungen, Umbenennungen und Verbleib |
| Aurora von Altona | Segelkutter | 1976                 | -           | 1934 gebaut auf der Goetz-Werft in Rügenwalde und registriert in Kolberg als Fischereifahrzeug KOL 12 Hans, 1955 umbenannt Glückauf II, 1965 umbenannt Liane II, von 1974 bis 1976 bei Bieritz restauriert, im Mai 1976 umbenannt Aurora von Altona, 2024 in Fahrt, Liegeplatz im Museumshafen Flensburg |
| Islaborg          | Segelkutter | 1981                 | -           | 1959 bei Andersen & Ferdinansen in Gilleleje als letzter Grönlandkutter einer Zwölfer-Serie gebaut, aber nicht vom Auftraggeber übernommen, 1970 an einen britischen Eigner verkauft, 1971 registriert in Campbeltown als Fischereifahrzeug CN 48 Islaborg (jedoch hauptsächlich für Ausflugsfahrten genutzt), 1978 mit Heimathafen Oban eingetragen, 1980 an einen deutschen Eigner verkauft und anschließend auf der Bieritz-Werft zum Freizeitkutter umgebaut, 1984 Weiterverkauf und Wiederherstellung des Originalzustands, 2002 nach Greifswald verkauft, erneut umgebaut und mit neuem Rigg ausgerüstet, 2024 zum Verkauf angeboten, Liegeplatz in Otterndorf |
| Ora et Labora     | Segelkutter | 1982                 | -           | 1905 gebaut und in Altenwerder registriert als LL 420 Ora et Labora, 1937 registriert als BÜS 107 Kormoran, 1974 registriert als FRI 5 Kormoran, 1979 als Freizeitkutter verkauft, von 1981 bis 1982 bei Bieritz restauriert und anschließend für Charterfahrten ab Büsum genutzt, Ende der 1980er Jahre nach Spanien verkauft, Anfang der 1990er Jahre nach Brand im Schiffsinneren mit Loch im Rumpf auf Lanzarote abgestellt, bis 2016 restauriert und danach für Ausflugsfahrten ab Playa Blanca genutzt |
| Heimkehr          | Segelkutter | 1984                 | 120         | Umbau eines 1950 bei Bültjer gebauten Spiegelheckkutters |